# Mathew Nabwiso
Mathew Nabwiso es un actor, cantante, director y productor ugandés. Es conocido por sus papeles en las películas Imbabazi, Rain y Kyaddala.

## Biografía
Nabwiso nació como el séptimo hijo de una familia de once hermanos. Obtuvo una licenciatura en marketing del Instituto de Marketing de Chipre.

## Carrera profesional
En 2006, debutó como actor en la película Battle of the Souls.
En 2011, se unió al elenco de la serie de televisión The Hostel transmitida por NTV Uganda. Tras la conclusión de la serie, fundó 'Nabwiso Films', su productora cinematográfica.
En 2013, ganó el premio al Mejor Actor en los Africa Magic Viewers Choice Awards (AMVCA), por la película A Good Catholic Girl. También fue nominado su actuación en la película Rain en los AMVCA 2016. En 2020, recibió el Film Act Award en los Vine Awards por su contribución al cine ugandés.

## Filmografía
| Año  | Película                 | Rol                     |
| ---- | ------------------------ | ----------------------- |
| 2006 | Battle of the Souls      |                         |
| 2011 | The Hostel               | Director                |
| 2012 | Africa First: Volume Two | Ahmed                   |
| 2013 | A Good Catholic Girl     |                         |
| 2013 | Imbabazi                 | Gasana                  |
| 2016 | Rain                     | Actor: Dumba, productor |
| 2018 | Mpeke Town               | Paul                    |
| 2018 | The Mercy of the Jungle  | Director                |
| 2018 | #Family (Hashtag Family) | Frank Mpanga            |
| 2019 | Kyaddala                 | Sr. G                   |
| 2020 | Prickly Roses            | Director                |

## Vida privada
Está casado con la también actriz Eleanor Nabwiso. La pareja tiene cuatro hijos.